# El Bordo
El Bordo est une localité argentine située dans la province de Salta et dans le département de General Güemes. Elle est située à 2 km de la ville de Campo Santo (route provinciale 12), à 8 km de la ville de General Güemes (route provinciale 11) et à 62 km de la ville de Salta (RN 34, RN 9), capitale de la province.

## Communes limitrophes
- Au nord : avec le département de La Caldera et la province de Jujuy.
- À l'est : Avec une ligne qui part de la limite avec la province de Jujuy, suit la voie ferrée au sud, jusqu'à la ligne de San Martín, puis suit la limite orientale de ladite exploitation et une partie de sa limite méridionale jusqu'à atteindre la limite de l'exploitation San Javier, le long de laquelle elle continue au sud jusqu'à son angle sud-est, il suit ensuite la limite orientale de la propriété San Antonio jusqu'à son angle sud-est, de là il va tout droit jusqu'à un point de la voie ferrée de Campo Santo à Güemes, situé à 500 m du bâtiment de la gare de Campo Santo, de là il suit perpendiculairement à ladite voie ferrée sur une longueur de 500 m à l'extrémité de laquelle se trouve le sommet sud-est de la municipalité de El Bordo.
- Au sud : Avec une ligne qui part du sommet susmentionné en s'éloignant de 500 m de la ligne de chemin de fer de la gare de Campo Santo à la gare de Betania jusqu'à ce qu'elle rencontre la limite occidentale de la ferme La Ramada, puis qui suit vers le nord cette limite occidentale et la limite occidentale de la ferme El Bordo, de San Martin au sommet nord-est de la ferme San Roque, suit ensuite les limites nord de cette exploitation et de l'exploitation Betania jusqu'à l'angle nord-est de cette dernière, d'où il suit une ligne droite en direction du nord-est jusqu'à la limite sud de l'exploitation Sauce, le long de laquelle il continue vers l'ouest jusqu'à la limite avec le département de La Caldera.
- À l'ouest : avec le département de La Caldera[1].

## Polémique politique de 2015
En février 2015, le maire, Juan Rosario Mazzone, a été impliqué dans une polémique concernant des abus présumés sur des jeunes filles mineures,, et a été mis en accusation puis démis de ses fonctions. Le conseil délibératif est également intervenu.

## Sismologie
La sismicité de la province de Salta est fréquente et de faible intensité, avec un silence sismique de séismes moyens à graves tous les 40 ans.
- Séisme de 1930 : bien que de telles catastrophes géologiques se produisent depuis la préhistoire, le séisme du 24 décembre 1930[5], a marqué une étape importante dans l'histoire des événements sismiques à Jujuy, classé 6,4 sur l'échelle de Richter. Mais même en prenant les meilleures précautions nécessaires et/ou en restreignant les codes de construction, aucun changement ne s'est fait ressentir[6]
- Séisme de 1948 : séisme qui s'est produit le 25 août 1848 et qui est classé 7,0 sur l'échelle de Richter, il a détruit des bâtiments et ouvert de nombreuses fissures dans de vastes zones[5],[6]
- Séisme de 2010 : apparu le 27 février 2010 et classé 6,1 sur l'échelle de Richter.